# آلیتام
| ساختار شیمیایی آلیتام | |  |  |
| مشخصات و اطلاعات      | |  |  |
| نام مرسوم             | آلیتام |  |  |
| نامIUPAC              | (3S)-3-amino-4-[ [(1R)-1-methyl-2-oxo-2- [(2,2,4,4-tetramethyl-3-thietanyl) amino]ethyl]amino]-4-oxobutanoic acid |  |  |
| سایر نام‌ها            | L-alpha-Aspartyl-N- (2,2,4,4-tetramethyl-3-thietanyl) -D-alaninamide                                              |  |  |
| فرمول ملوکولی         | C14H25N3O4S |  |  |
| شماره CAS             | 80863-62-3 |  |  |
| جرم مولی              | 331.431 g/mol |  |  |

از نظر ساختمان متشکل از اسیدهای آمینه آسپارتیک و آلانین و یک ترکیب آمینه حلقوی بوده و میزان شیرینی آن حدود ۲۰۰۰ برابر ساکارز می‌باشد.

از مقاومت حرارتی خوبی برخوردار است اما در برخی محلولهای اسیدی، پس از یک دوره طولانی نگهداری سبب ایجاد بدطعمی می‌گردد.